# Michael Ben-Ari
Michael Ben-Ari (en hebreo: מיכאל בן ארי, nacido el 12 de octubre de 1963) es un político israelí de extrema derecha. En 2012 fundó el partido político Otsmá Yehudit, un partido abiertamente racista. Ben-Ari es el primer discípulo oficial del Rabino Meir Kahane, fundador del partido supremacista Kach.

## Biografía
Ben-Ari creció en el barrio de Kfar Shalem, en el sur de Tel Aviv, en una familia de judíos mizrajim, persas y afganos. Estudió en la Yeshivá Bnei Akiva de Kfar Haroeh, en la Hesder yeshivá de Yamit y en la Yeshivá Mercaz HaRav Kook. Ben-Ari se unió durante su servicio militar a la Brigada Nahal y residió en el asentamiento israelí de Neve Dekalim entre los años 1982 y 1986. Ben-Ari estudió en la Universidad Bar Ilán, donde obtuvo una licenciatura, antes de estudiar el sagrado Talmud de Babilonia. Ben-Ari se convirtió en profesor y rabino de la Yeshivá Darchei Noam ubicada en Petaj Tikva y posteriormente estuvo en la Yeshivá Bnei Akiva de Guivat Shmuel. Durante las elecciones legislativas israelíes de 2009, Ben Ari se unió al partido Unión Nacional, antes de fundar el partido Otsmá LeYisrael, que luego tomó el nombre de Otsmá Yehudit, que significa "fuerza judía". Ben-Ari tiene un doctorado en arqueología. Ben-Ari vive en Karnei Shomron, un asentamiento donde su hermano Herzl Ben-Ari es el jefe del consejo local. Michael Ben-Ari sirvió en la Knéset entre los años 2009 y 2013. El 17 de marzo de 2019, la Corte Suprema de Israel invalidó su candidatura para las elecciones legislativas de 2019, y el fiscal general de Israel lo acusó de racismo contra los árabes. El judío Ben-Ari tiene prohibido entrar en los Estados Unidos debido a su membresía en el partido supremacista Kach, del Rabino Meir Kahane, un partido considerado como una organización terrorista, tanto en los Estados Unidos como en Eretz Israel.